# شيلوه سترونج
شيلوه سترونج (بالإنجليزية: Shiloh Strong)‏ هو كاتب سيناريو ومخرج وممثل أمريكي، ولد في 12 يونيو 1978 في سان فرانسيسكو في الولايات المتحدة.

## أعمال

### أفلام
- (2002) حمى المقصورة

## وصلات خارجية
- شيلوه سترونج على موقع IMDb (الإنجليزية)
- شيلوه سترونج على موقع ألو سيني (الفرنسية)
- شيلوه سترونج على موقع أول موفي (الإنجليزية)
- شيلوه سترونج على موقع قاعدة بيانات الأفلام السويدية (السويدية)
- شيلوه سترونج على موقع قاعدة بيانات الفيلم (الإنجليزية)
- شيلوه سترونج على موقع كينوبويسك (الروسية)